# Klaus Fiedler (Psychologe)
Klaus Fiedler (* 7. September 1951 in Wetzlar) ist ein deutscher Psychologe und Professor für Sozialpsychologie an der Universität Heidelberg.

## Leben
Fiedler studierte 1970 bis 1975 Psychologie an der Justus-Liebig-Universität Gießen, was er mit dem Diplom abschloss. Dort war er anschließend bis 1980 Wissenschaftlicher Mitarbeiter (bis 1978 in einem Projekt zur Computernutzung im Psychologiestudium, anschließend zur Psycholinguistik, Experimentellen und Sozialen Psychologie). 1979 erfolgte die Promotion und es schloss sich 1980 bis 1982 ein Habilitationsstipendium der Deutschen Forschungsgesellschaft (DFG) an. Anschließend wirkte er als Assistenzprofessor bis 1987 weiter in Giessen, im Jahre 1984 konnte er auch die Habilitation dort abschließen. Es folgte die Berufung auf eine Professur für kognitive und sozialkognitive Psychologie in Gießen. 1990 wurde er an die Universität Mannheim (Professur für Sozialpsychologie und Mikrosoziologie) und 1992 an die Ruprecht-Karls-Universität Heidelberg (Professur für Sozialpsychologie) berufen, wo er bis heute wirkt. Von 2004 bis 2005 war er Inhaber der Theodor-Heuss-Professur an der New School for Social Research in New York City, USA.
Seit 2002 ist er Mitglied der Leopoldina und seit 2003 der Heidelberger Akademie der Wissenschaften.
Im Jahr 2000 wurde er mit dem Leibnizpreis (Förderpreis für deutsche Wissenschaftler) ausgezeichnet. Weiterhin erhielt er im Jahr 2000 den Deutschen Psychologie-Preis der Deutschen Gesellschaft für Psychologie (DGPs). 2008 wurde er als erster gemeinsam mit fünf weiteren Forschern durch ein Reinhart-Koselleck-Projekt der DFG gefördert. Im Jahre 2017 wurde er für sein Lebenswerk mit der Henri-Tajfel-Medaille der European Association of Social Psychology (EASP) ausgezeichnet. Für 2022 wurde Fiedler die Wilhelm-Wundt-Medaille der DGPs zugesprochen.
Am ersten Januar 2022 wurde Fiedler als der erste nicht-amerikanische Chefredakteur von Perspectives on Psychological Science (PoPS) ernannt. Er dankte am sechsten Dezember desselbigen Jahres ab, nachdem ihm der Vorstandes von PoPS das Vertrauen entzogen hatte in Reaktion auf einen offenen Brief, der von über 1200 Akademikern unterzeichnet war und Fiedler des Rassismus und der redaktionellen Unfähigkeit bezichtigte. In einer Stellungnahme des Vorstandes der Deutschen Gesellschaft für Psychologie (DGPs) wurde die Verfahrensgerechtigkeit hinterfragt und eine „gründliche und ergebnisoffene Prüfung dieser Vorwürfe“ gefordert.

## Forschungsthemen
Seine Forschungsthemen umfassen sowohl kognitionspsychologische wie auch sozialpsychologische, grundlagenorientierte, wie auch anwendungsorientierte Themen, wie etwa: Metakognition, adaptive Kognition, Rolle von Stichproben (Sampling) beim induktiven Denken, Informationswahl, Judgment and Decision Making, Priming, Pseudokontingenzen, Construal Level Theory, Constructive Memory, Emotion und Kognition, Stereotypen, Lügen-Detektion.
Fiedler engagiert sich auch im Rahmen der sogenannten Glaubwürdigkeitskrise der Forschung, welche sich in einer geringen oder fehlenden Replizerbarkeit von Ergebnissen zeigt und fordert wissenschaftliche Standards.

## Schriften
- Klaus Fiedler, Peter Juslin (Hrsg.): Information sampling and adaptive cognition. Cambridge University Press, New York 2006.
- Klaus Fiedler (Hrsg.): Social Communication. Psychology Press, New York 2007, ISBN 978-1-84169-428-3.